# Ministerio de Acción Social
El Ministerio de Acción Social de Argentina fue un departamento dependiente del Poder Ejecutivo Nacional encargado de la asistencia social, la vivienda, el turismo y el deporte.

## Historia
Previo a la constitución del ministerio de Acción Social, existía desde 1973 el ministerio de Bienestar Social, que tenía las áreas de salud y asistencia social. Por ley n.º 22 450 del 27 de marzo de 1981 del presidente de facto Jorge Rafael Videla, se crearon los ministerios de Acción Social y de Salud Pública y Medio Ambiente.
Por decreto n.º 42 del 29 de marzo de 1981 de Roberto Eduardo Viola, se crearon en el ámbito del ministerio las subsecretarías de Deportes, de Turismo, del Menor y la Familia, de Promoción Social, de Desarrollo Social y Vivienda, de Seguridad Social y Técnica y Coordinación Administrativa.
El 8 de diciembre de 1983 (en la recuperación de la democracia) se dictó la ley n.º 23 023; y el ministerio se fusionó con el Ministerio de Salud en el Ministerio de Salud y Acción Social.